# كوهي هيراماتسو
كوهي هيراماتسو (باليابانية: 平松 康平) (19 أبريل 1980 في شيزوكا في اليابان – )؛ هو لاعب كرة قدم ياباني سابق كان يلعب كلاعب وسط.

## وصلات خارجية
- كوهي هيراماتسو على موقع رابطة كرة القدم اليابانية للمحترفين (اليابانية)
- كوهي هيراماتسو على موقع قاعدة بيانات كرة القدم.إي يو (الإنجليزية)
- كوهي هيراماتسو على موقع عالم كرة القدم.نت (الإنجليزية)